# Wilms-tumor
A Wilms-tumor igen heterogén, gyermek- vagy ritkán felnőttkorban előforduló daganat. Leggyakrabban abdominális tumor(oka)t okoz.

## Eredete
Magzati korra jellemző veseszövet sejtjeiből származtatható. Kialakulásának oka ezidáig ismeretlen.

## Tünetei
Tüneteket ritkán mutat. Az első szimptómák hasban tapintható nagy elváltozások, mely a has előredomborodását is okozhatja. Ritkán vérvizelés (haematuria) és magas vérnyomás (hypertonia) lép fel.

## Diagnosztikája
- hasi ultrahang
- hasi és mellkasi CT

## Kezelése
Kemoterápiára igen jól regál. A kemoterápia után általában daganateltávolítás, gyakran nephrectomia (a vesét is kiveszik az érintett oldalon) következik. A műtét után szükségessé válhat még a kemoterápia, vagy nehezen kezelhető esetben a sugárterápia.